# Palácio de Tajbeg

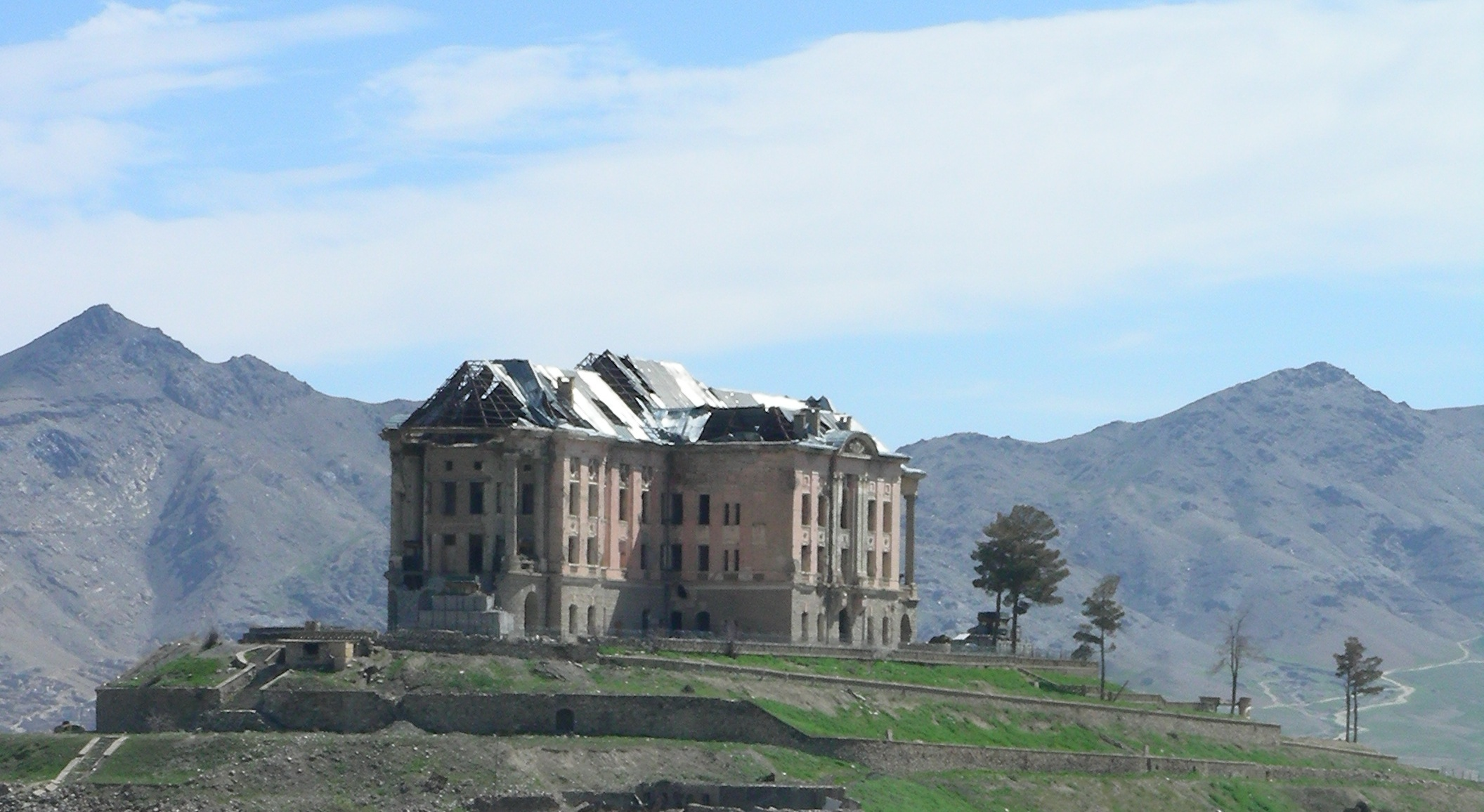
As ruínas do palácio em 2007.

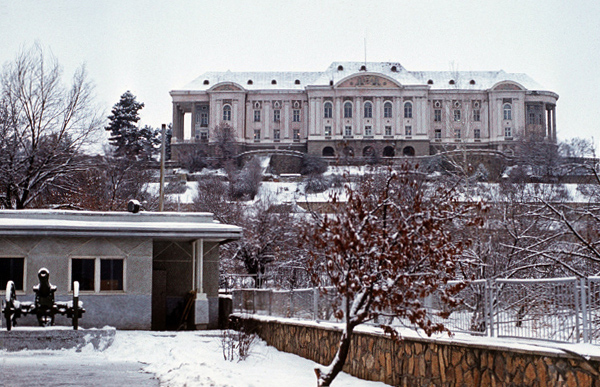
O palácio de Tajbeg em 1987.

O Palácio de Tajbeg, ou Tapa-e-Tajbeg, é um palácio construído na década de 1920, localizado a 16 km do centro da cidade de Cabul, no Afeganistão. A mansão foi construída no topo de uma pequena montanha como casa de campo para a família real afegã. Ele fica a cerca de 1,3 km de outro palácio, o Darul Aman.
Em 1978, foi escolhido como sede do governo da República Democrática do Afeganistão. No ano seguinte, a mansão foi então tomada por forças especiais soviéticas e o presidente Hafizullah Amin foi morto em uma das salas do palácio. Até 1989, Tajbeg então serviria como quartel-general do 40.º Corpo do Exército Soviético. Em 1992, em ruínas, o prédio foi completamente abandonado.
O governo afegão, junto com autoridades alemãs, planejavam revitalizar o palácio e utilizá-lo novamente para fins oficiais, requisitando doações, especialmente de afegãos ricos. Esses planos ficaram em espera por tempo indeterminado enquanto o governo afegão buscou estabelecer a paz e a estabilidade no país. Um plano similar foi executado no Palácio de Darul Aman que foi reconstruído e aberto ao público em 2019.
No começo de 2021, o palácio já estava praticamente reconstruído.